# آل عوض (یمن)
 آل عوض  (در عربی:  آل عَوض )
نام روستایی است در دهستان العَوْد از توابع استان مَحویت در کشور یمن در شبه جزیره عربستان.

## جمعیت
جمعیت آن (۸۰ ) نفر (۷ خانوار) می‌باشد.